# Gazy gaśnicze

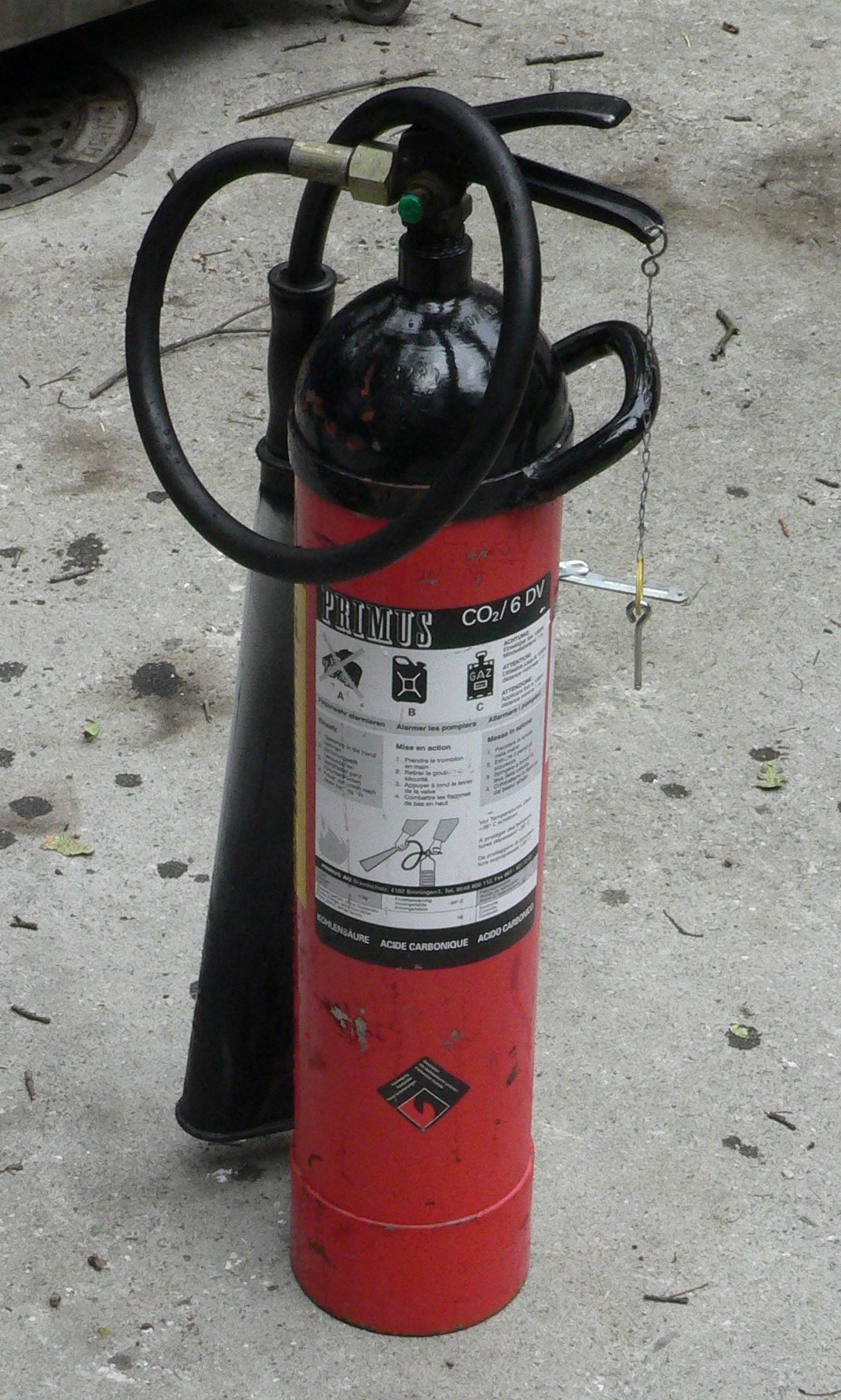
Gaśnica śniegowa zawiera dwutlenek węgla jako czynnik gaśniczy

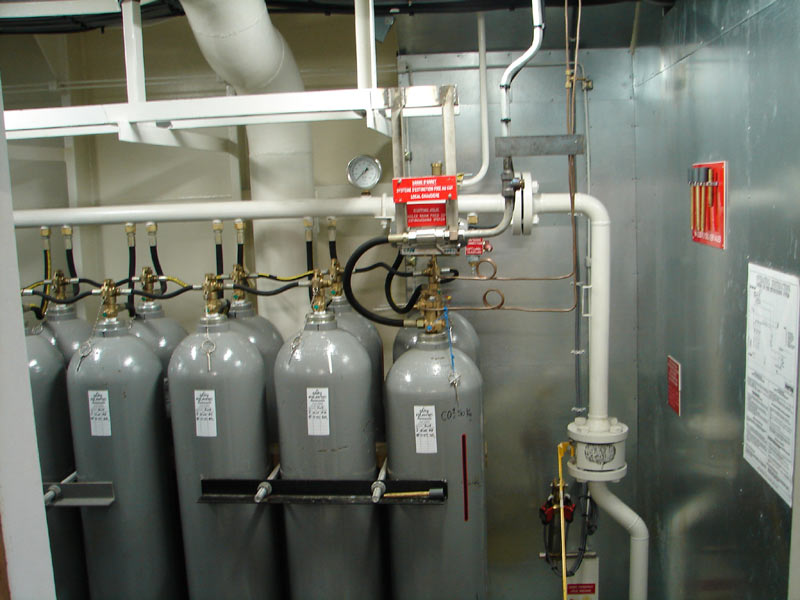
Część baterii butli z dwutlenkiem węgla przeznaczonych do tłumienia pożaru w maszynowni statku

Gazy gaśnicze – gazy, które przy normalnym ciśnieniu powietrza i w przedziale temperatur, które występują przy pożarze, są niepalne, nie podtrzymują spalania ani nie wchodzą w reakcje chemiczne z gaszonymi materiałami w sposób podtrzymujący proces spalania. Gazy gaśnicze wykorzystuje się do gaszenia pożarów sklasyfikowanych w grupach A, B oraz C, czyli odpowiednio: ciał stałych, cieczy, gazów palnych i zawiesin pyłów palnych w powietrzu z kilkoma wyjątkami, jakie stanowią charakterystyczne substancje chemiczne: nadtlenki organiczne i hydrazyny, wodorki metali, reaktywne metale, proch strzelniczy oraz azotan celulozy. Gazy gaśnicze nadają szczególnie do gaszenia materiałów o dużej wartości materialnej, gdzie użycie innych środków gaśniczych mogłoby spowodować ich zniszczenie lub uszkodzenie.

## Podział
Gazy gaśnicze obecnie stosowane w urządzeniach gaśniczych można podzielić na trzy grupy:
- gazy obojętne,
- chlorowcopochodne węglowodorów,
- dwutlenek węgla (stanowiący samodzielnie grupę).

## Wykorzystanie
Gazy gaśnicze w głównej mierze wykorzystywane są w Stałych Urządzeniach Gaśniczych (SUG), ze względu na stale rosnącą wartość chronionych informacji kluczowych dla prowadzenia działalności biznesowej czy konieczności ciągłości pracy urządzeń. Właściwościami, które wpływają na wszechstronność użycia tego typu środków gaśniczych, jest ich:
- wysoka skuteczność
- schludność użytkowania
- bezpieczeństwo dla organizmów żywych (poza dwutlenkiem węgla)

Cechy te sprawiają, że gazy gaśnicze są idealne do stosowania wszędzie tam, gdzie chronione przedmioty lub obiekty wymagają szczególnej ochrony. Przeznaczenie takich pomieszczeń jak clean rooms (pomieszczenia UPS, rozdzielnie NN, data center czy serwerownie), hale z maszynami produkcyjnymi lub archiwa wyklucza możliwość zastosowania takich środków gaśniczych jak woda, piana gaśnicza czy proszek gaśniczy, gdyż zastosowanie ich może doprowadzić do powstania szkód wtórnych po pożarze i zniszczeń, których z kolei można uniknąć w przypadku użycia środków gaśniczych gazowych. Poza brakiem szkód wtórnych użycie gazów gaśniczych znacząco skraca czas potrzebny do wznowienia eksploatacji chronionych urządzeń po wyładowaniu gazu i nieprzewodzenie przez niego prądu elektrycznego (innymi słowy gazy gaśnicze nie wywierają negatywnego wpływu na urządzenia elektryczne i elektroniczne).

## Charakterystyka

### Dwutlenek węgla
Mimo tego, że dwutlenek węgla tak jak w przypadku gazów obojętnych i chlorowcopochodnych węglowodorów nie jest przewodnikiem prądu elektrycznego i pozostawia żadnych zanieczyszczeń po odparowaniu nie jest uważany za czysty środek gaśniczy. Można to poprzeć tym, że jego wpływ na zdrowie i życie człowieka jest wysoce szkodliwy, a nawet zabójczy. CO2 działa na zasadzie obniżenia stężenia tlenu w powietrzu (wyłączając w ten sposób utleniacz z procesu spalania i uniemożliwiając rozwijanie się pożaru) oraz w niewielkim stopniu poprzez chłodzenie. Stężenia projektowe CO2 w poszczególnych instalacjach przeciwpożarowych mieszczą się w granicach 34-66% i są to obecnie jedyne stosowane stężenia gazów gaśniczych stanowiące bezpośrednie zagrożenie dla ludzi. Już stężenia rzędu 2-6% mogą mieć niekorzystny wpływ na zdrowie człowieka, natomiast stężenie powyżej 17% powoduje śmierć w przeciągu minuty inhalacji. Z uwagi na to stałe urządzenia gaśnicze gazowe, wykorzystujące dwutlenek węgla jako środek gaśniczy, stosowane są przede wszystkim do ochrony pomieszczeń, w których nie przebywają ludzie, czy też do ochrony maszyn produkcyjnych lub urządzeń kluczowych dla procesów technologicznych. Zastosowanie dwutlenku węgla w miejscu, gdzie przebywają lub mogą przebywać ludzie, wiąże się z koniecznością zapewnienia wydajnej wentylacji pomieszczenia po wyładowaniu środka, przeprowadzaniu cyklicznych szkoleń pracowników i zastosowaniu dodatkowych nie wymagających do swojej pracy prądu elektrycznego urządzeń ostrzegających o nadchodzącym zagrożeniu i odpowiednio opóźniających wyrzut gazu. Nie należy stosować CO2 do gaszenia urządzeń precyzyjnych wykonanych ze stali aluminium i ołowiu z uwagi na to, że CO2 pod ciśnieniem jest agresywny korozyjnie w stosunku do tych metali. W tym przypadku może być zastosowane działanie miejscowe – pozwalają na to dwie właściwości tego gazu: z dyszy wypływa częściowo ciekła postać gazu (pozwala to na skierowanie strumienia środka tylko na dany punkt i pozwolenie na odparowanie dwutlenku węgla tylko w tym konkretnym miejscu) oraz fakt, że dwutlenek węgla w postaci gazu jest o około 1,5 raza cięższy od powietrza.
Butle z CO2 należy ponadto chronić przed działaniem źródeł ciepła, których temperatura otoczenia przekraczająca 31 °C, gdyż jest to temperatura krytyczna, powyżej której dwutlenek węgla przechodzi ze stanu ciekłego w stan gazowy, powodując gwałtowny przyrost ciśnienia w butli, co może doprowadzić do rozszczelnienia zaworu butli lub nawet do jej eksplozji.

### Chlorowcopochodne węglowodorów i gazy obojętne
NFPA w najnowszym ze swoich standardów wymienia cztery gazy obojętne oraz dziewięć chlorowcopochodnych węglowodorów stosowanych do gaszenia pożarów w pomieszczeniach poprzez ich całkowite wypełnienie. Chlorowcopochodne węglowodorów i gazy obojętne są stosowane przede wszystkim do ochrony pomieszczeń, takich jak serwerownie i archiwa, w których gaszenie odbywa się poprzez całkowite wypełnienie przestrzeni gazem gaśniczym o określonym stężeniu projektowym.

#### Chlorowcopochodne węglowodorów
Właściwości gaśnicze chlorowcopochodnych węglowodorów polegają na blokowaniu reakcji łańcuchowych (transportu ciepła) zachodzących w obszarze spalania  i chłodzeniu (wynika to z faktu, że powietrze zmieszane z zamiennikiem halonów ma dużo większą pojemność cieplną niźli samo powietrze). Zbudowane są najczęściej na bazie metanu lub etanu, w których jeden lub wszystkie atomy wodoru zastąpione zostały przez atomy chloru, fluoru lub jodu. 
Cechą charakterystyczną chlorowcopochodnych węglowodorów jest to, że skraplają się przy stosunkowo niskich ciśnieniach, a w stanie cieczy zajmują o wiele mniejszą objętość niż w stanie gazowym. W połączeniu z niskim stężeniem projektowym zajmują najmniej miejsca spośród wszystkich gazów gaśniczych. Kolejną cechą charakterystyczną gazów chemicznych jest ich niska wartość prężności par, przez co konieczne jest doprężenie ich gazem obojętnym (najczęściej azotem), który pełni także funkcję czynnika wyrzucającego. Po wyrzucie gazu chemicznego do zagrożonego pomieszczenia następuje jego gwałtowne odparowanie, co skutkuje wytrąceniem się pary wodnej do otoczenia, co z kolei objawia się chwilowym zamgleniem w pomieszczeniu. Największą wadą gazów chemicznych jest ich rozkład pod wpływem wysokiej temperatury, przy którym do otoczenia wyzwalany jest fluorowodór, który jest szkodliwy dla człowieka oraz dla sprzętów elektronicznych. Zminimalizowanie wytrącenia się fluorowodoru polega na zastosowaniu krótkiego czasu wyładowania, który nie trwa dłużej niż 10 sekund. Ich stężenia projektowe nie przekraczają 10%, przez co są całkowicie bezpieczne dla ludzi. Najczęściej stosowane w Polsce gazy chemiczne to HFC-236fa, HFC-227ca i FK-5-1-12.

#### Gazy obojętne
Gazy obojętne (nazywanych też gazami inertyzującymi) działają poprzez częściowe lub całkowite zastąpienie utleniacza, czyli tlenu, przez gaz obojętny. Do uzyskania efektu gaśniczego potrzebne są znacznie większe stężenia, rzędu 40-50%, co sprawia, że stężenia projektowe gazów obojętnych mają najwyższe wartości spośród wszystkich gazów gaśniczych. W praktyce gazy należące do tej grupy redukują zawartość tlenu w atmosferze do poziomu około 12%, gdyż przyjmuje się, że do podtrzymania procesu spalania zawartość tlenu w powietrzu nie może być niższa niż 15% (jednak dokładna wartość zależy tylko i wyłącznie od materiału palącego się). W tej grupie znajdują się: IG-100 (azot), IG-01 (argon) i ich mieszaniny – IG-541 (zawierająca 52% azotu, 40% argonu i 8% dwutlenku węgla) oraz IG-55 (zawierający 50% azotu i 50% argonu). Dodanie kilku procent dwutlenku węgla do IG-541 stymuluje proces oddychania organizmów w środowisku o obniżonej zawartości tlenu). 
Gazy obojętne  przechowywane są w butlach pod wysokim ciśnieniem rzędu 150-300 barów (15-30 MPa), pozostając przy tym w stanie gazowym. Fakt ten w połączeniu z wysokimi stężeniami projektowymi sprawia, że bateria butli wchodząca w skład SUG zajmuje o wiele więcej miejsca niż w przypadku chlorowcopochodnych węglowodorów. Wszystkie gazy obojętne są całkowicie pochodzenia naturalnego (są naturalnymi składnikami atmosfery ziemskiej), a co za tym idzie – cechuje je brak ujemnego wpływu na środowisko.